# Fabrice Farre
Fabrice Farre, né le 7 novembre 1966 à Saint-Étienne, est un poète français.

## Biographie
Fabrice Farre est issu d'une famille d'immigrés italiens originaires de Sardaigne (province de Sassari). Il obtient la nationalité française à l'âge de 14 ans. Après un baccalauréat de lettres et langues, il quitte le lycée Claude Fauriel pour poursuivre ses études jusqu'au doctorat à l'université Jean-Monnet-Saint-Étienne, mais il ne soutient pas sa thèse. Il est, aujourd'hui, fonctionnaire d'État.
C'est la revue stéphanoise Aires qui, la première, accueille ses textes dans les numéros 10 et 12. Dès 2006, l'auteur traduit quelques poèmes de Federico García Lorca ainsi que Os de seiche du Génois Eugenio Montale.

## Œuvres

### Recueils
- Les Chants sans voix[3], éd. Encres vives[4], coll. « Encres blanches », no 501, mai 2012
- Ru asséché, éd. Clapàs[5], coll. « Franche Lippée », no 373, 2012
- Sur Parole, éd. Clapàs[5], coll. « Franche Lippée », no 381, 2013
- America boMbon, -36°édition[6], coll. « 8pA6 », no 75, 2013
- La Mélodie rugueuse - ou autre dissonance[7], éd. Le Chat qui louche, coll. « Le Chat de Poe », Québec, 2013
- Le Chasseur immobile[8], éd. Le Citron Gare (peintures de Sophie Brassart), 2014. Réimpression : novembre 2017.
- La Figure des choses [9], éd. Henry, coll. « La main aux poètes », octobre 2014
- Toucher terre, pré#carré éditeur, juin 2015[10]
- Ligne, La Porte, 2016
- N'ai-je, éd. Encres vives, coll. « Encres blanches », no 665, mai 2016
- Loin le seuil, éditions de La Crypte (Poeysages d'Anael Chadli), janvier 2017
- Poupée russe, Encres Vives, coll. « Encres blanches », no 691, mai 2017
- 36 choses à faire avant de mourir, pré#carré éditeur, juin 2017[11]
- Mémoires, Ce qui reste - revue de poésie contemporaine (avec les peintures d'Anne Slacik), avril 2018
- Inflexion, Rafael de Surtis éditions, mai 2018 (Peintures de Muriel Carrupt)
- Partout ailleurs, p.i.sage intérieur, mai 2018
- Avant d'apparaître, Coll. Le Vrai Lieu, Unicité, 2020
- Implore, Bruno Guattari éditeur, 2020
- Sauf, Editions du Cygne, Coll. Le chant du cygne, 2021
- Des équilibres, Bruno Guattari éditeur (Photographies de Philippe Agostini), 2022
- Carte de séjour, Encres vives, coll. « Encres blanches », n° 839, printemps 2025

### Revues
Ses textes paraissent, en France et à l'étranger, dans plus de cent revues poétiques, collectifs ou sites littéraires : Traction-brabant (44, 46, 55, 81 et 100), Décharge (152), Friches (109), Poésie/première (55), Place de la Sorbonne (3 et 13), Résonance générale (6),, A verse (11 et 12), Écrits du Nord (23-24), Phoenix (13 et 25),, Mange Monde (7), Verso (161; 167), À l'index (27), Conférence (40), La Passe (22), Souffles (250-251; 256-257), Europe (1039-1040), N 47 revue de poésie (29), Concerto pour marées et silence (8 et 10), Arpa (118, 137-138), Alkemie (21, 22 et 24), margelles (1,3, 6 et 8) Catastrophes, Incertain Regard (0, 3, 7 et 10), Terre à ciel, Recours au poème, Levure littéraire (8 et 13), Lichen, The French Literary Review (22), Traversées (67), Osiris (80, 82, 83, 85, 87, 88, 90, 92 à 94, 95, 97 et 99), Le Journal des poètes, Point barre (13).

### Anthologies et ouvrages collectifs
- Jacques Basse (préf. Jean-Claude Albert Coiffard, Jean-Jacques Dorio, Richard Taillefer), Visages de poésie : Portraits, crayons et poèmes dédicacés, t. 6, Cordes-sur-Ciel, Rafael de Surtis, 2012 (ISBN 978-2-84672-316-9, OCLC 816599491, BNF 42755588).
- Stéphane Bernard, Stéphane Bernard et compagnie, Createspace Independent Publishing Platform, coll. « X & Friends » (no 1), 2014 (ISBN 978-1-5025-9149-4 et 1-5025-9149-9).
- Jean Foucault, Charlibre, le poème du jour d'après ou Ne nous laissons pas abattre, Amiens, Corps Puce, coll. « Poévie » (no 10), 2015 (ISBN 978-2-35281-089-6, présentation en ligne).
- L'insurrection poétique (préf. Jean Foucault), Amiens, Corps Puce, coll. « Poévie » (no 11), 2015, 200 p. (ISBN 978-2-35281-090-2 et 2-35281-090-6).
- Maison de la poésie de la Drôme, Rivages, Montélimar, Éditions de l'Aigrette, 2016 (ISBN 978-2-9552041-1-5).
- Le monde, les réfugiés et la mer, Amiens, Corps Puce, coll. « Cent papiers » (no 8), 2016, 160 p. (ISBN 978-2-35281-100-8 et 2-35281-100-7).
- Maison de la poésie de la Drôme, Ailleurs : anthologie poétique, Montélimar, Éditions de l'Aigrette, 2017, 71 p. (ISBN 978-2-490132-03-4).
- Poèmes de soutien aux réfugiants et réfugiés, Amiens, Corps Puce, 2017,  (EAN 9782352811169)
- " Lessives étendues ", anthologie de Roselyne Sibille, Terre à ciel, 2017
- L'instant fugace, vol. 2, La Neuville-aux-Joûtes, Jacques Flament, 2018, 82 p. (ISBN 978-2-36336-339-8).
- Tisserands du monde, AMEditions, 2018, 184 p. (ISBN 978-1-9839-9714-3).
- Carrés poétiques, vol.2, La Neuville-aux-Joûtes, Jacques Flament Editions, 2018, 84 p.  (ISBN 978-2-36336-359-6).
- La mélancolie du lièvre, La Neuville-aux-Joûtes, Jacques Flament, Coll. L'Encyclopédie Improbable, 2018, 62 p.  (ISBN 978-2-36336-360-2).
- Le vertige de l'amour, ibid., 2018, 62 p.  (ISBN 978-2-36336-361-9).
- L'ivresse des profondeurs, ibid., 2018, 62 p.  (ISBN 978-2-36336-362-6).
- Le baiser de la mort, ibid., 2018, 62 p.  (ISBN 978-2-36336-363-3).
- Apparaître, anthologie de Florence Saint-Roch, Terre à ciel, 2018
- Pourquoi ? anthologie de Florence Saint-Roch, Terre à ciel, 2019
- Dire oui, anthologie de Florence Saint-Roch, Terre à ciel, 2021
- Respirer, anthologie poétique, La Chouette Imprévue, 2021 (réédition 2022 -  (ISBN 978-2-95803-641-6))
- Résonances, La Neuville-aux-Joûtes, Jacques Flament, 2024, 132 p.  (ISBN 978-2-36336-610-8)

### Livres pauvres / livres d'artiste
- Limites, Prod. Pentamino, en compagnie de Lou Raoul, 2012
- Abyme, dans le cadre des " riches enveloppes " de Ghislaine Lejard, 2014
- Cheval, avec l'illustration de Monique Marta, 2016
- Ecrire la Loire, en compagnie de Sophie Brassart, 2019
- Tapis de chiffons, par Cécile Holdban, avec 172 auteurs de tous pays
- Leporello, avec Philippe Agostini, Coll. " Les beaux jours ", 2020
- Livret, avec Philippe Agostini, Coll. " Si près, si loin ", 2020
- Leporello, avec et pour Philippe Agostini, "Echarde", septembre 2023

### Traductions
- Se mettre à table, de Frédérique Germanaud, in Aux cailloux des chemins, août 2023
- Les trois premiers Poèmes de la Solitude du recueil Poète à New-York de Federico Garcia Lorca, in margelles no 15, septembre 2023